# 梅莱尼亚诺
梅莱尼亚诺（義大利語：Melegnano），是意大利米兰省的一个市镇。总面积4.92平方公里，人口17024人，人口密度3460.2人/平方公里（2009年）。国家统计（ISTAT）代码为015140。

## 友好城市
- 匈牙利比奇凱 2007年